# 말타궁

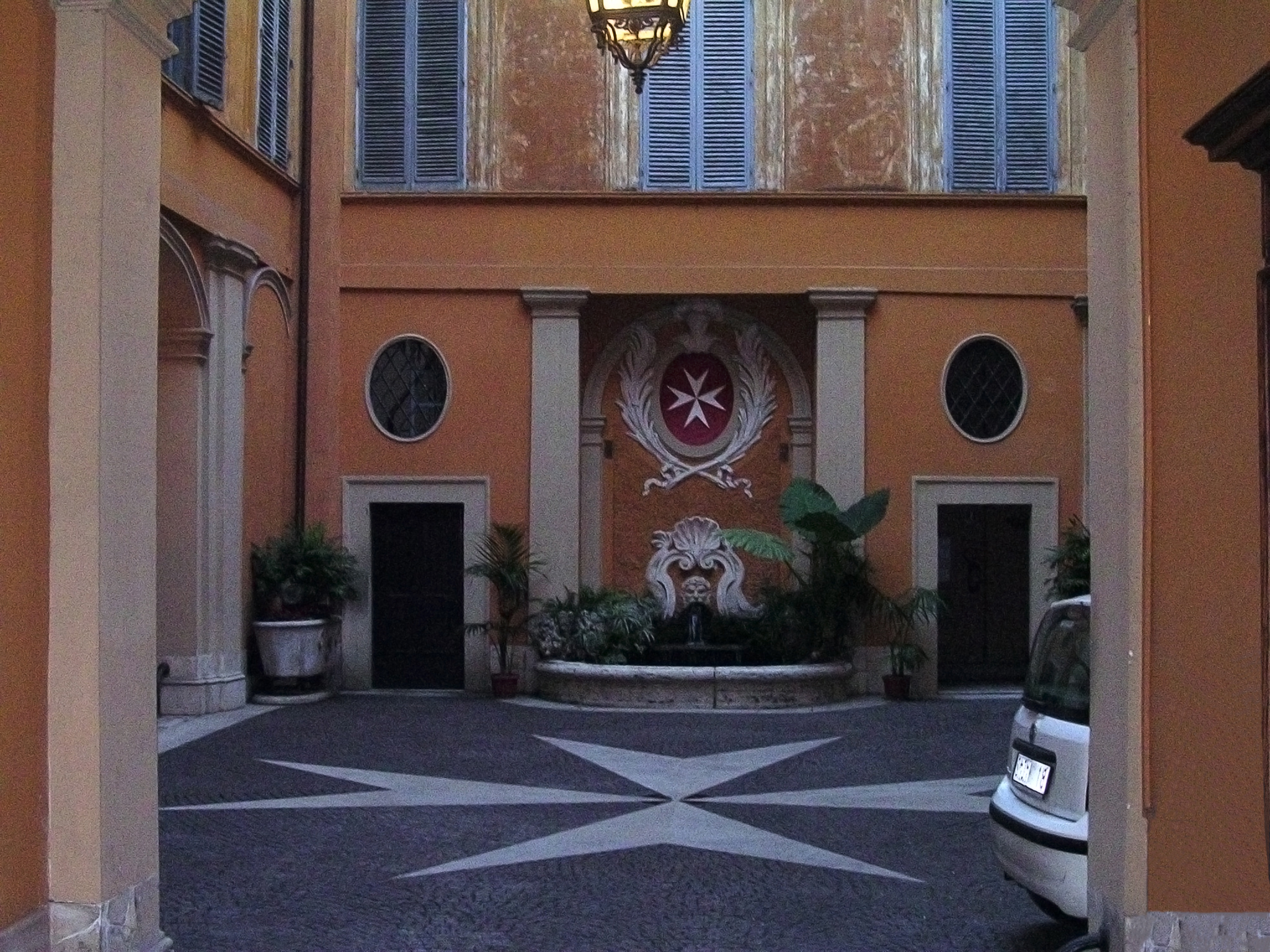
말타궁

팔라초 말타(이탈리아어: Palazzo Malta) 또는 통칭 말타궁은 몰타 기사단의 핵심 사령부 중 하나이며, 팔라초 디 말타(이탈리아어: Palazzo di Malta) 또는 팔라초 델로르디네 디 말타(이탈리아어: Palazzo dell'Ordine di Malta)라고도 한다. 빌라 델 프리오라토 디 말타와 함께 몰타 기사단의 주요 본부 중 하나이며, 이탈리아 로마의 스페인 계단 부근에 위치한다.
1869년 빌라 델 프리오라토 디 말타와 함께 이탈리아 정부로부터 치외법권 자격을 획득했으며, 몰타 기사단의 주권을 인정하는 국가들로부터 정식 수도로 인정받고 있다.